# 178
| 178                |
| ------------------ |
| Dødsfald - Fødsler |
|                    |

| Gregoriansk kalender | 178 CLXXVIII            |
| Ab urbe condita      | 931                     |
| Armensk kalender     | I/T                     |
| Kinesiske kalender   | 2874 – 2875 丁巳 – 戊午 |
| Etiopisk kalender    | 170 – 171               |
| Jødisk kalender      | 3938 – 3939             |
| Hindukalendere       |                         |
| - Vikram Samvat      | 233 – 234               |
| - Shaka Samvat       | 100 – 101               |
| - Kali Yuga          | 3279 – 3280             |
| Iransk kalender      | 444 BP – 443 BP         |
| Islamisk kalender    | 458 BH – 457 BH         |

Se også 178 (tal)